# Крушельницький Богдан Ярославович

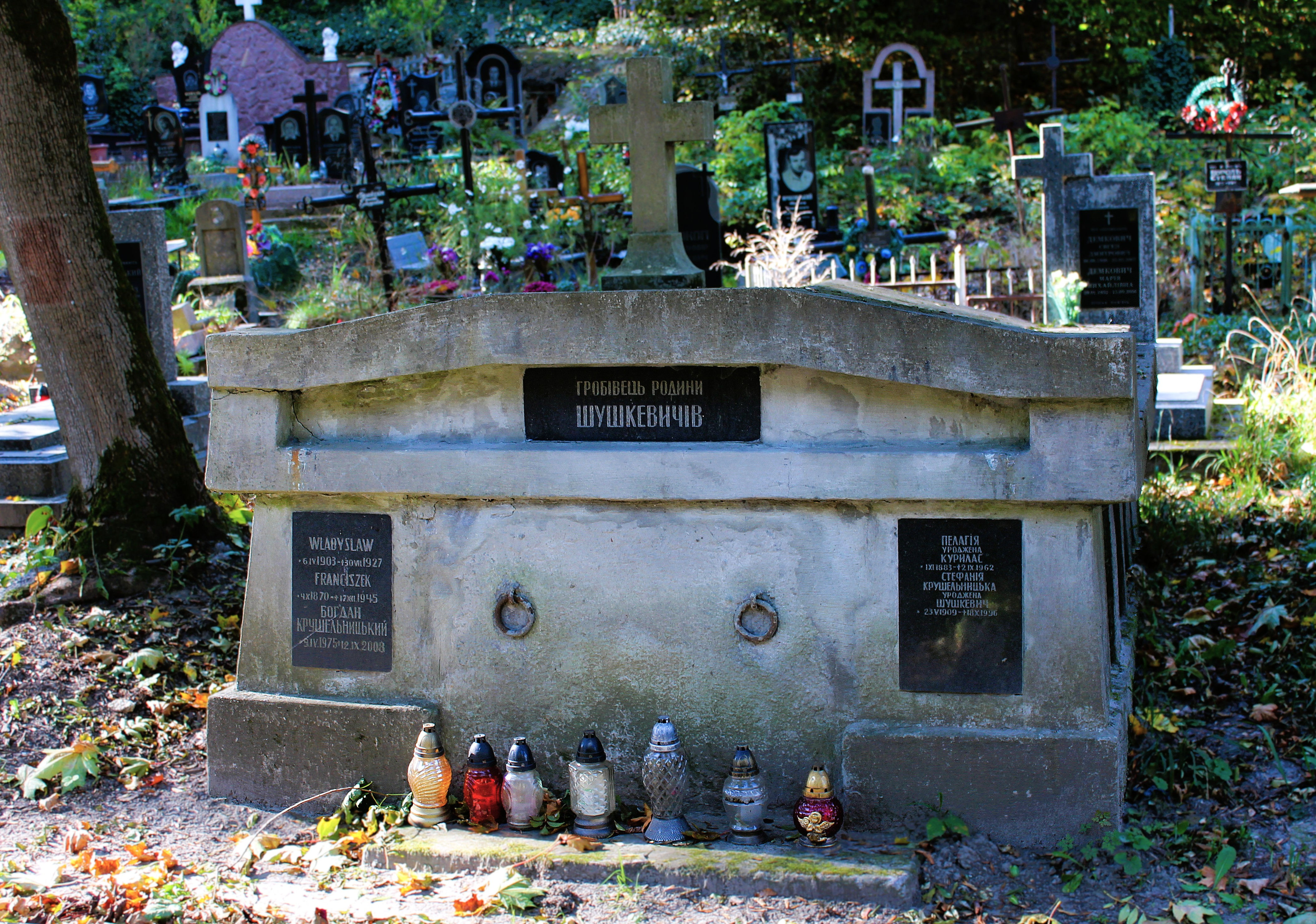
Гробівець родини Шушкевичів.

Богда́н Яросла́вович Крушельни́цький (9 квітня 1975, Львів — 12 вересня 2008, там само) — український фотограф, археолог. Син Марії, онук Тараса, правнук Антона та Марії Крушельницьких.

## Життєпис
Богдан Крушельницький народився 9 квітня 1975 року у Львові.
1997 року закінчив Львівський університет. Відтоді до 2001 року — старший науковий співробітник Львівської наукової бібліотеки; також водночас від 1997 року з перервою працював у Меморіальному музеї Михайла Грушевського. Протягом 2001—2007 років мав співпрацю з приватними фірмами. Згодом на творчій роботі.
У 1990—1995 роках брав активну участь відновлення «Пласту». Був учасником археологічних експедицій Малої академії наук України.
Помер 9 квітня 1975 року у Львові. Похований на Старознесенському цвинтарі.

## Доробок
У доробку Крушельницького є тематичні цикли фоторобіт, серед яких:
- «Старий Львів»,
- «Руїни центру Львова»,
- «Замки Західної України»,
- «Прага очима українця»,
- «Краєвиди Карпат».

Персональні виставки відбулися у 2008—2009 роках у Львові та Дрогобичі.
Автор статей, які публікували в збірниках:
- «Постаті української археології: Матеріали і дослідження з археології Прикарпаття і Волині» (1998, вип. 7),
- «Науковий здобуток палеолітознавця з Волині Ю. Шумовського (до 90-ліття від дня народження)»;
- «Археологічні зацікавлення Антоні Шнайдера (1825–1880)».

Книги:
- «Кілька слів до археології» (2009),
- «Літопис славного в майбутньому і не тільки пластового гуртка Саламандри з Куреня Івана Сірка: Мемуари писаря Богдана Крушельницького» (2009).